# براندان أوبراين
براندان أوبراين (بالإنجليزية: Brendan O'Brien)‏ هو ممثل أمريكي، ولد في 9 مايو 1962 بهوليوود في الولايات المتحدة.

## وصلات خارجية
- براندان أوبراين على موقع IMDb (الإنجليزية)
- براندان أوبراين على موقع أول موفي (الإنجليزية)
- براندان أوبراين على موقع قاعدة بيانات الفيلم (الإنجليزية)